# Sarah Fischer
Sarah Fischer (9 de noviembre de 2000) es una deportista austríaca que compite en halterofilia.
Ganó tres medallas en el Campeonato Europeo de Halterofilia entre los años 2018 y 2022.

## Palmarés internacional
| Campeonato Europeo | Campeonato Europeo | Campeonato Europeo | Campeonato Europeo |
| Año                | Lugar              | Medalla            | Categoría          |
| ------------------ | ------------------ | ------------------ | ------------------ |
| 2018               | Bucarest (Rumania) | Medalla de plata   | 90 kg              |
| 2019               | Batumi (Georgia)   | Medalla de bronce  | 87 kg              |
| 2022               | Tirana (Albania)   | Medalla de bronce  | +87 kg             |